# Kilanemos
Kilanemos (gr. Κοιλάνεμος, tur. Esenköy) – wieś na Cyprze, w dystrykcie Famagusta. Położona jest na terenie republiki Cypru Północnego, na półwyspie Karpas. 

## Ludność
W 2011 roku populacja wsi wynosiła 58 osób, w większości Turków.